# Симон (Гетя)
Митрополи́т Си́мон (в миру Валентин Петрович Гетя; 14 ноября 1949, село Крюково, Полтавский район, Полтавская область, Украинская ССР) — архиерей Русской православной церкви на покое, бывший митрополит Орловский и Болховский (2019). В 1995—2019 годах управлял Мурманской епархией.

## Биография
Родился 14 ноября 1949 года в семье военнослужащего.
В 1967 году окончил среднюю школу, работал на Полтавском комбинате строительных материалов. В 1968—1970 годах проходил срочную службу в рядах Советской армии.
В 1971 году поступил в Полтавский медицинский стоматологический институт, затем перешёл в Куйбышевский медицинский институт, который окончил в 1977 году.
В 1977—1979 годах проходил службу военным врачом воинской части города Черняховска Калининградской области. В 1979 году уволился в запас и вернулся в Куйбышев. Работал врачом-терапевтом в поликлинике города Куйбышева.
В августе 1980 года в 30 лет поступил в Московскую духовную семинарию, а по окончании её в 1983 году — в Московскую духовную академию.
2 декабря 1983 года был пострижен в монашество, 8 января 1984 года рукоположен во иеродиакона, 15 февраля того же года — во иеромонаха.
В 1987 году окончил Московскую духовную академию со степенью кандидата богословия. Тема кандидатской диссертации: «Учение святых отцов Церкви о смирении и прелести». В том же году архиепископом Куйбышевским и Сызранским Иоанном (Снычёвым) назначен настоятелем Петропавловского храма в Куйбышеве.
В 1988 году возведён в сан игумена.
В 1990 году назначен благочинным 2-го округа Куйбышевской епархии с возведением в сан архимандрита.
С августа 1990 года — личный секретарь митрополита Ленинградского и Ладожского Иоанна (Снычёва).
С сентября 1991 по 1996 год преподавал практическое руководство для пастырей в Санкт-Петербургской духовной семинарии.
С 1992 года член комиссии Священного Синода по вопросам пенсионного обеспечения и социальной защиты (председатель комиссии архиепископ Евгений).

### Архиерейство
19 июля 1993 года постановлением Священного синода определено быть епископом Тихвинским, викарием Санкт-Петербургской епархии. 2 октября в зале заседаний Священного синода состоялось наречение, а 3 октября в Богоявленском кафедральном соборе Москвы за Божественной литургией — архиерейская хиротония. Чин хиротонии совершили патриарх Московский и всея Руси Алексий II, митрополиты Санкт-Петербургский и Ладожский Иоанн (Снычёв), Крутицкий и Коломенский Ювеналий (Поярков), Смоленский и Калининградский Кирилл (Гундяев), Оренбургский и Бузулукский Леонтий (Бондарь), архиепископы Керченский Анатолий (Кузнецов), Солнечногорский Сергий (Фомин), епископы Тверской и Кашинский Виктор (Олейник), Истринский Арсений (Епифанов), Таллинский и всея Эстонии Корнилий (Якобс), Владимирский и Суздальский Евлогий (Смирнов), Чимкентский и Акмолинский Елевферий (Козорез).
С 1994 по 1998 год преподавал каноническое право в Санкт-Петербургской духовной академии.
С 3 ноября по 27 декабря 1995 года после скоропостижной смерти митрополит Иоанна (Снычёва) временно управлял Санкт-Петербургской епархией. Унаследовал библиотеку митрополита Иоанна.
27 декабря 1995 года постановлением Священного синода назначен на новообразованную Мурманскую и Мончегорскую кафедру.
29 декабря 1999 года Священный синод поручил епископу Симону архипастырское окормление православного прихода Московского патриархата в городе Киркенесе (Норвегия).

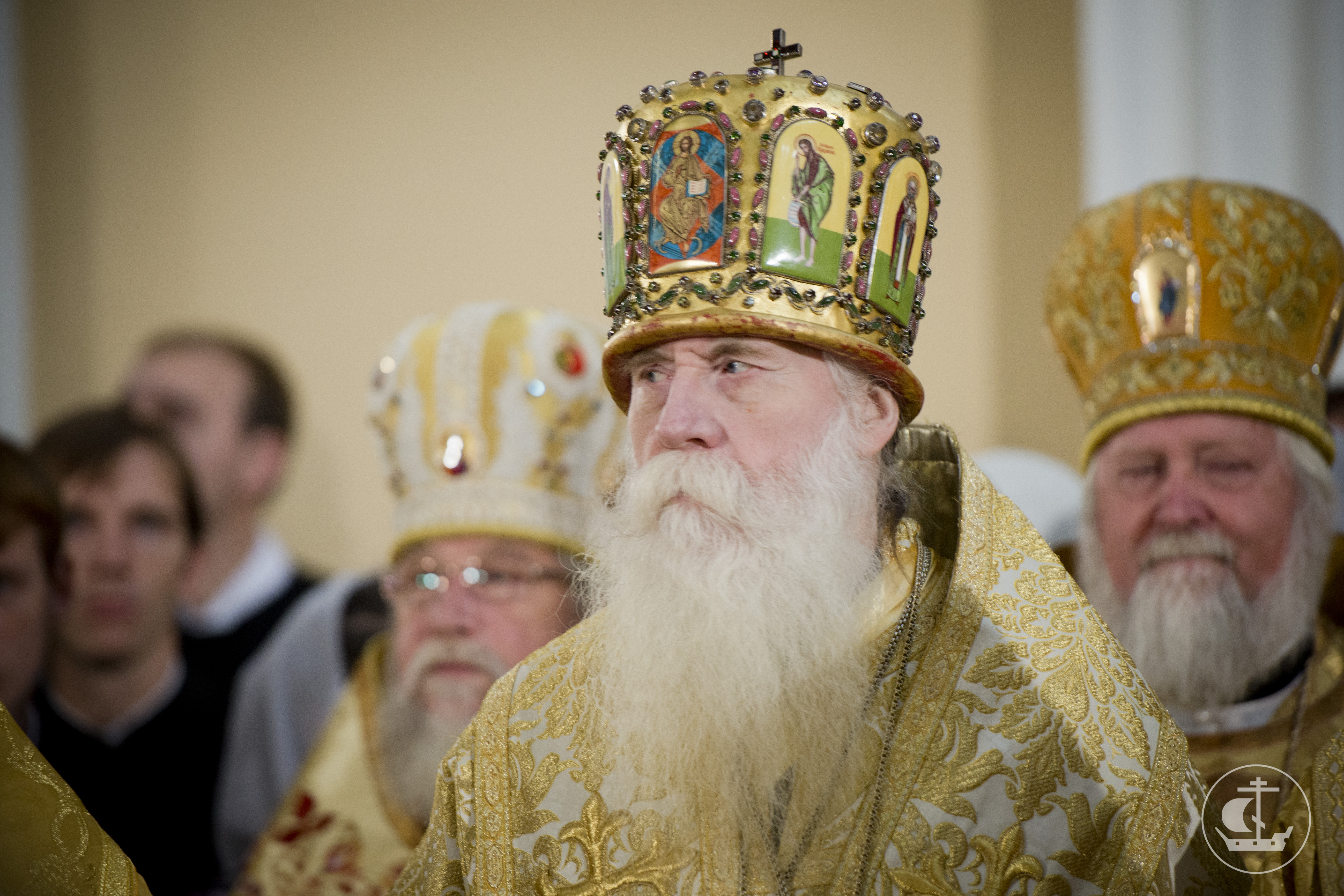
12 сентября 2013 года на литургии в Троицком соборе Александро-Невской лавры.

29 февраля 2004 года патриархом Алексием II возведён в сан архиепископа.
8 октября 2013 года возведён в сан митрополита в связи с назначением главой созданной Мурманской митрополии, объединившую 2 епархии.
26 февраля 2019 года решением Священного синода освобождён от управления Мурманской епархией и назначен митрополитом Орловским и Болховским и главой Орловской митрополии. 11 марта совершил первое свое богослужение на Орловской кафедре — великое повечерие с чтением Великого покаянного канона прп. Андрея Критского в Ахтырском кафедральном соборе. 12 марта 2019 года в областной администрации встретился с губернатором Орловской области Андреем Клычковым.

### На покое
В конце марта 2019 года по сообщению «Орловских новостей», в связи с возникшими проблемами со здоровьем подал прошение об увольнении на покой. 4 апреля 2019 года Священный синод почислил 69-летнего митрополита Симона на покой по состоянию здоровья, согласно поданному прошению. Местом пребывания на покое для него был определён город Мурманск с материальным содержанием от Мурманского епархиального управления.

## Награды
Светские
- Орден Почёта[9] (28 декабря 2000) — за большой вклад в укрепление гражданского мира и возрождение духовно-нравственных традиций
- Серебряная медаль Министерства юстиции РФ «За укрепление уголовно-исполнительной системы»
- Почётный гражданин города-героя Мурманска (2018)

Церковные
- Орден Святого благоверного князя Даниила Московского II степени
- Орден Преподобного Сергия Радонежского II степени (3 октября 2003) — во внимание к его заслугам перед Православной Церковью и по случаю 10-летия со дня архиерейской хиротонии[10]
- Орден Преподобного Серафима Саровского II степени (29 марта 2009) — в связи с 25-летием иерейской хиротонии и грядущим 60-летием со дня рождения[11]